# Jełantowo
Jełantowo (ros. Елантово) – wieś (sieło) w Rosji, w Tatarstanie, w rejonie niżniekamskim. W 2010 liczyła 645 mieszkańców.